# Kroniek van Hendrik van Lijfland

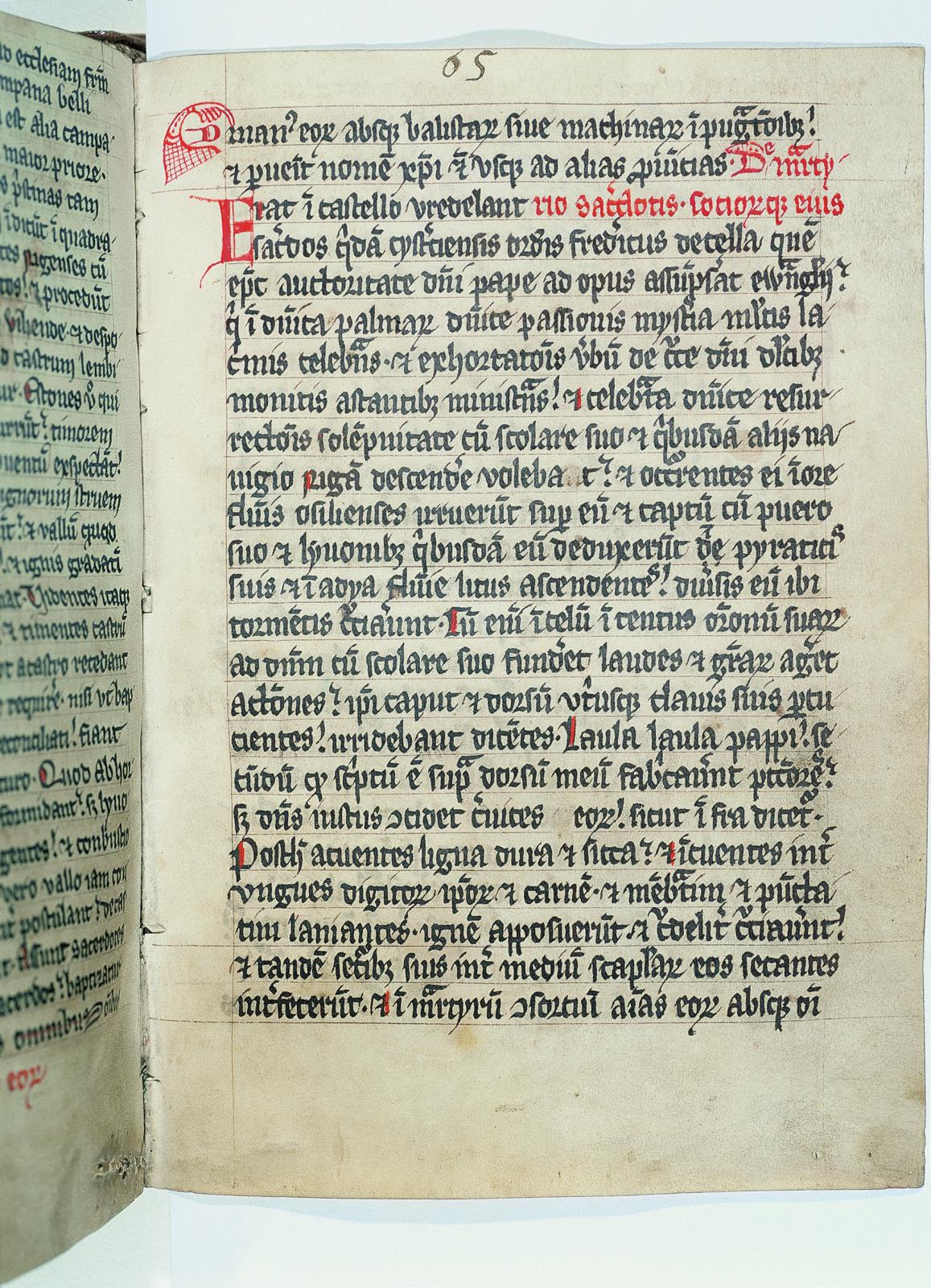
Een pagina uit de kroniek.

De Kroniek van Hendrik van Lijfland (Latijn: Heinrici Cronicon Lyvoniae) is een kroniek opgetekend in het Latijn waarin historische gebeurtenissen worden beschreven in de periode van 1180 en 1227. De kroniek werd opgetekend door de priester Hendrik van Lijfland. De kroniek is een van de oudste bronnen met een beschrijving van de latere Baltische staten Estland en Letland.

## Achtergrond
Aan het einde van de 12de eeuw deden de pausen verscheidene oproepen tot een Heilige Oorlog. Dit leidde niet alleen tot de Vierde Kruistocht, maar ook tot de Noordelijke Kruistochten. Voor de komst van deze kruistochten naar de Baltische gebieden waren dit heidense gebieden voor de christenen. Gedurende de kruistochten verkregen de Duitsers, de ridderordes en Scandinavische landen meer invloed in het gebied.

## Inhoud
De Kroniek van Hendrik van Lijfland geeft een aantal ooggetuigenverslagen die van belang worden geacht voor de lokale geschiedschrijving. De kroniek geeft inzicht in de militaire operaties in het oosten gedurende de behandelde periode (1180-1227). De kroniek bestaat uit vier verschillende boeken of delen:
- Het eerste boek: "Over Lijfland" beschrijft de gebeurtenissen tussen 1186 en 1196: de komst van bisschop Meinhard van Segeberg.
- Het tweede boek: "Over bisschop Berthold" beschrijft de jaren tussen 1196 en 1198: de komst van de tweede bisschop Berthold van Hannover en zijn dood.
- Het derde boek: "Over bisschop Albert" beschrijft de gebeurtenissen tussen 1198 en 1208: de komst van de derde bisschop Albert van Riga.
- Het vierde boek: "Over Estland" beschrijft de gebeurtenissen tussen 1208 en 1226: de militaire campagnes tegen de Esten en de andere oorlogen in het gebied.

Het originele manuscript is verloren gegaan, maar er bestaan zestien kopieën die dateren van de 14de tot de 19de eeuw. De oudste hiervan is de Codex Zamoscianus, die gedateerd wordt op het einde van de 13de eeuw. De codex bevindt zich in de Nationale Bibliotheek van Polen.